# Wereldkampioenschappen badminton junioren 2010
De 12e editie van de Wereldkampioenschappen badminton junioren werden in 2010 georganiseerd door de Mexicaanse stad Guadalajara.

## Individuele wedstrijd

### Medaillewinnaars
| Onderdeel      | 1e plaats                 | 2e plaats                     | 3e plaats                           |
| -------------- | ------------------------- | ----------------------------- | ----------------------------------- |
| Jongens enkel  | Viktor Axelsen            | Kang Ji-wook                  | Sai Praneeth Bhamidipati            |
| Jongens enkel  | Viktor Axelsen            | Kang Ji-wook                  | Prannoy Haseena Sunil Kumar         |
| Meisjes enkel  | Ratchanok Intanon         | Misaki Matsutomo              | Suo Di                              |
| Meisjes enkel  | Ratchanok Intanon         | Misaki Matsutomo              | Naoko Fukuman                       |
| Jongens dubbel | Ow Yao Han Yew Hong Kheng | Nelson Heg Wei Keat Teo Ee Yi | Lee Chun Hei Ng Ka Long             |
| Jongens dubbel | Ow Yao Han Yew Hong Kheng | Nelson Heg Wei Keat Teo Ee Yi | Kim Astrup Sørensen Rasmus Fladberg |
| Meisjes dubbel | Bao Yixin Ou Dongni       | Tang Jinhua Xia Huan          | Choi Hye-in Lee So-hee              |
| Meisjes dubbel | Bao Yixin Ou Dongni       | Tang Jinhua Xia Huan          | Sandra-Maria Jensen Line Kjærsfeldt |
| Gemengd dubbel | Liu Cheng Bao Yixin       | Kang Ji-wook Choi Hye-in      | Max Schwenger Isabel Herttrich      |
| Gemengd dubbel | Liu Cheng Bao Yixin       | Kang Ji-wook Choi Hye-in      | Ow Yao Han Lai Pei Jing             |

## Team wedstrijd
| Einduitslag: |                |     |           |     |                        |
| Nr.          | Land           | Nr. | Land      | Nr. | Land                   |
| Goud         | China          | 9.  | India     | 17. | Turkije                |
| Zilver       | Zuid-Korea     | 10. | Engeland  | 18. | Peru                   |
| Brons        | Maleisië       | 11. | Hong Kong | 19. | Oostenrijk             |
| 4.           | Indonesië      | 12. | Duitsland | 20. | Verenigde Staten       |
| 5.           | Japan          | 13. | Frankrijk | 21. | Mexico                 |
| 6.           | Denemarken     | 14. | Nederland | 22. | Puerto Rico            |
| 7.           | Chinees Taipei | 15. | Singapore | 23. | Zuid-Afrika            |
| 8.           | Thailand       | 16. | Canada    | 24. | Dominicaanse Republiek |

## Medailleklassement
|   | Land       | Goud | Zilver | Brons | Totaal |
| - | ---------- | ---- | ------ | ----- | ------ |
| 1 | China      | 3    | 1      | 1     | 5      |
| 2 | Maleisië   | 1    | 1      | 2     | 4      |
| 3 | Denemarken | 1    | 0      | 2     | 3      |
| 4 | Thailand   | 1    | 0      | 0     | 1      |
| 5 | Zuid-Korea | 0    | 3      | 1     | 4      |
| 6 | Japan      | 0    | 1      | 1     | 2      |
| 7 | India      | 0    | 0      | 2     | 2      |
| 8 | Hongkong   | 0    | 0      | 1     | 1      |
| 8 | Duitsland  | 0    | 0      | 1     | 1      |

Jakarta 1992 · 
Kuala Lumpur 1994 · 
Silkeborg 1996 · 
Melbourne 1998 · 
Guangzhou 2000 · 
Pretoria 2002 · 
Vancouver 2004 · 
Incheon 2006 · 
Auckland 2007 · 
Poona 2008 · 
Alor Setar 2009 · 
Guadalajara 2010 · 
Taipei 2011 · 
Chiba 2012 ·
Bangkok 2013 ·
Alor Setar 2014 ·
Lima 2015